# Leucilla capsula
Leucilla capsula is een sponssoort in de taxonomische indeling van de kalksponzen (Calcarea). De spons leeft in de zee en zijn steencel bestaat uit calciumcarbonaat.
De spons behoort tot het geslacht Leucilla en behoort tot de familie Amphoriscidae. De wetenschappelijke naam van de soort werd voor het eerst geldig gepubliceerd in 1870 door Haeckel.